# Національний музей образотворчого мистецтва Республіки Молдови
Національний музей образотворчого мистецтва Республіки Молдова (рум. Muzeul Național de Artă al Moldovei) — художній музей у Кишиневі.
Колекція, що охоплює період від середньовіччя до наших днів, налічує близько 33 тисяч об'єктів зберігання.
У музеї постійно діють експозиції російського, європейського і східного образотворчого мистецтва. Широко висвітлено молдавське образотворче мистецтво (скульптура, графіка, декоративно-ужиткове мистецтво, живопис). Російська живопис представлена роботами Ореста Кіпренського, Івана Іванова, Василя Перова, Олексія Саврасова, Івана Айвазовського, Івана Шишкіна, Іллі Рєпіна та інших художників.

## Галерея

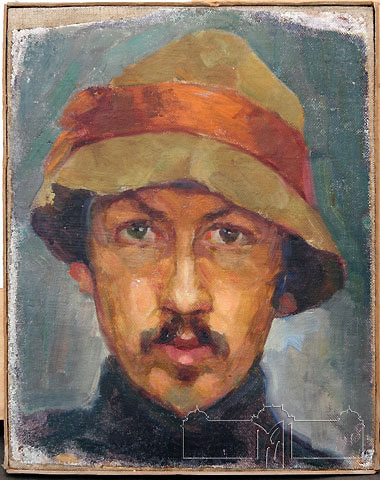
Олександру Племадале (1888-1940). Автопортрет.
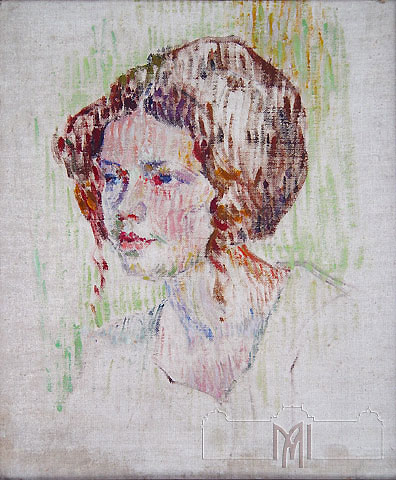
Лідія Аріонеску Байяре, (1880-1923), Жіночий портрет, 1904.
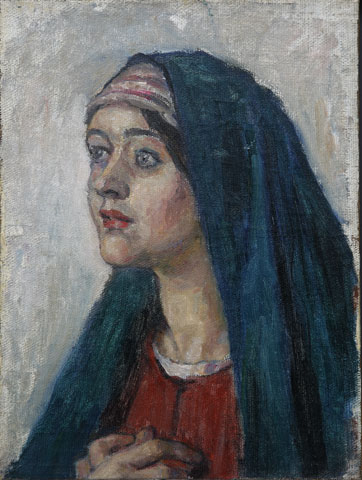
В. І. Суриков (1848-1916), Етюд до картини «Благовіщення».
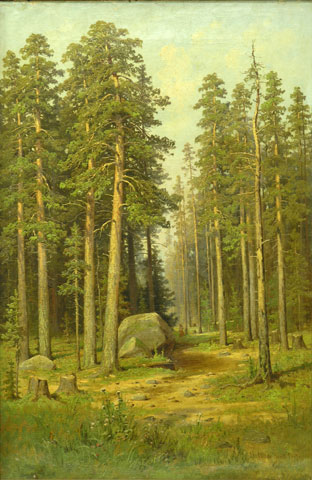
І. І. Шишкін (1832-1898), Сосни.
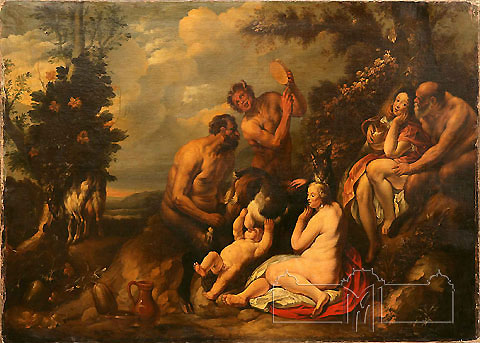
Я. Йорданс (1563-1678), Навчання Юпітера.
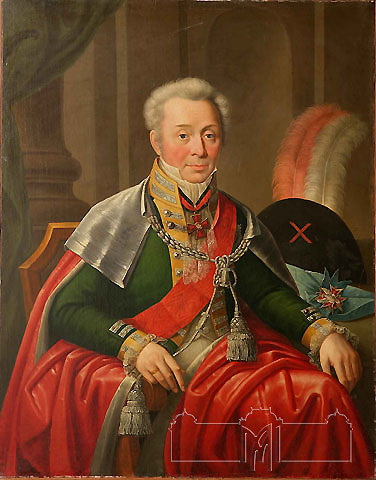
Юзеф Олешкевич (1777-1830), Портрет П.В. Мятлєва, 1825.
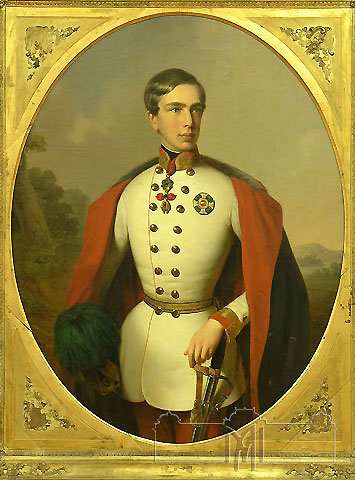
Федеріко Руїс (1837-1868), Імператор Франц Йосип I.

### Графіка

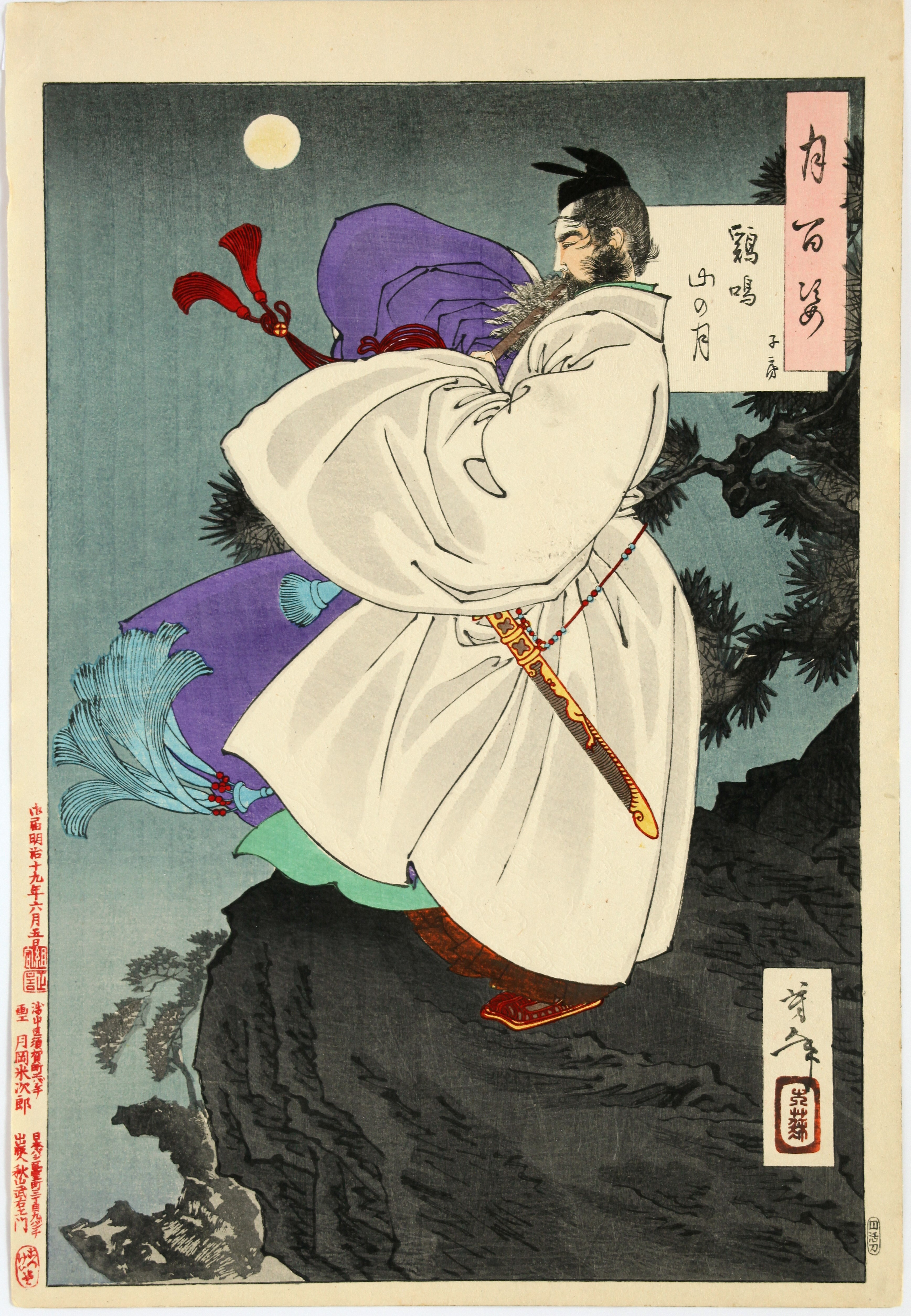
Цукіока (Тайсо) Есітоші (1839-1892), Місяць на горі Джимінг, 1886
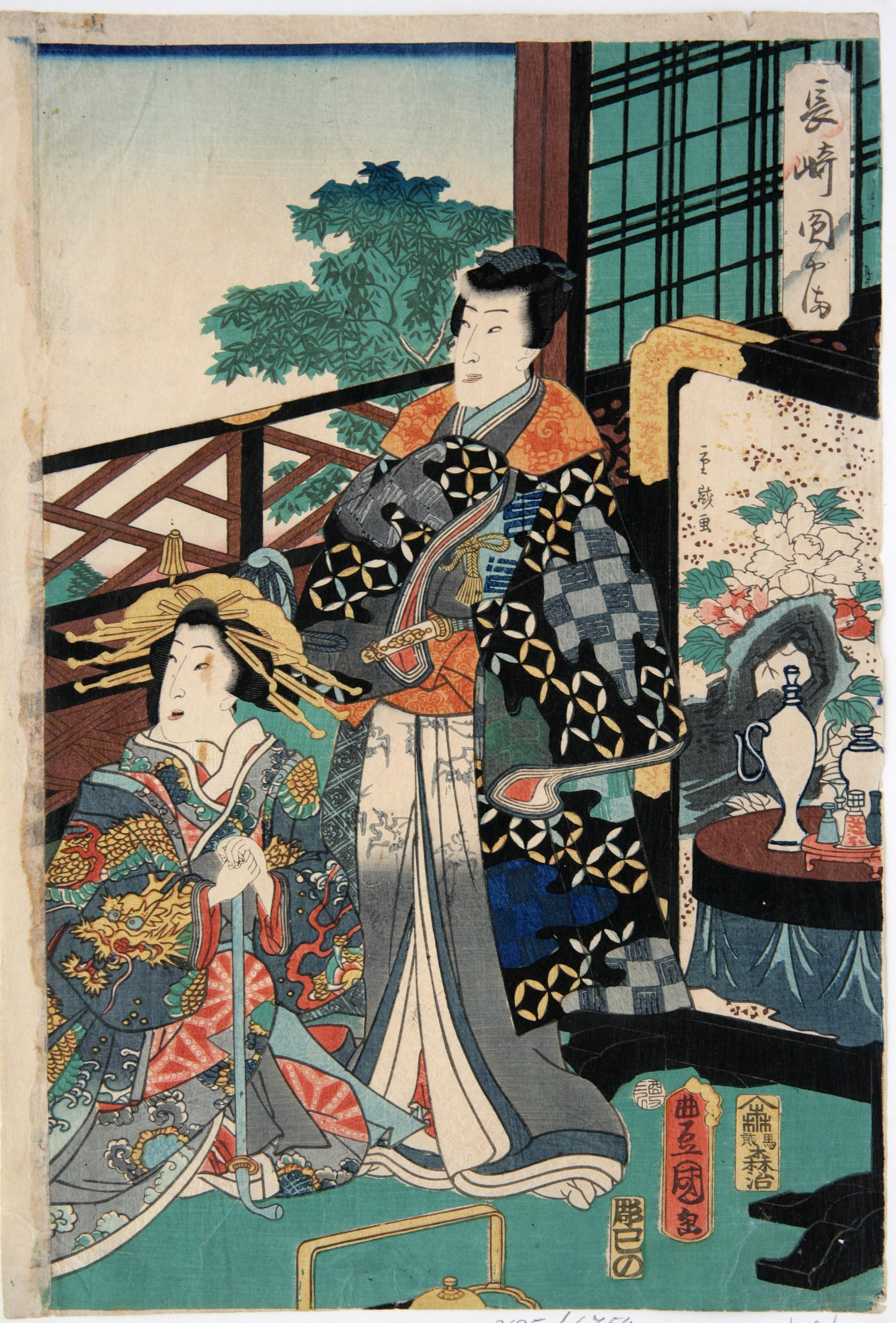
Утаґава Кунісада (1786-1864), Хіросіге II (Сігенобу) (1826-1869), Нагасакі Маруяма, район задоволень, 1861
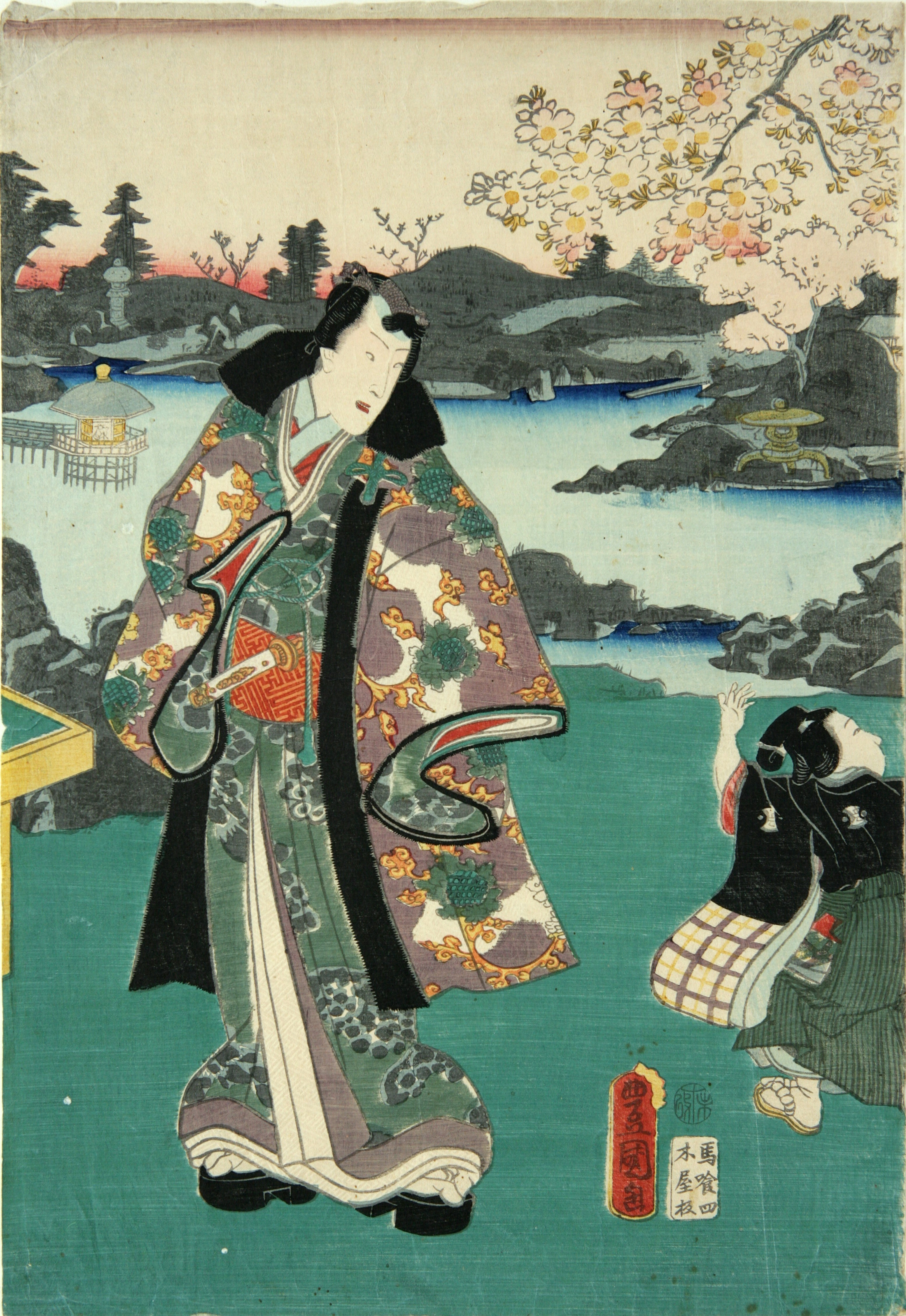
Утаґава Кунісада (1786-1864), Генді, сучасний, милуючись цвітінням сакури, 1859
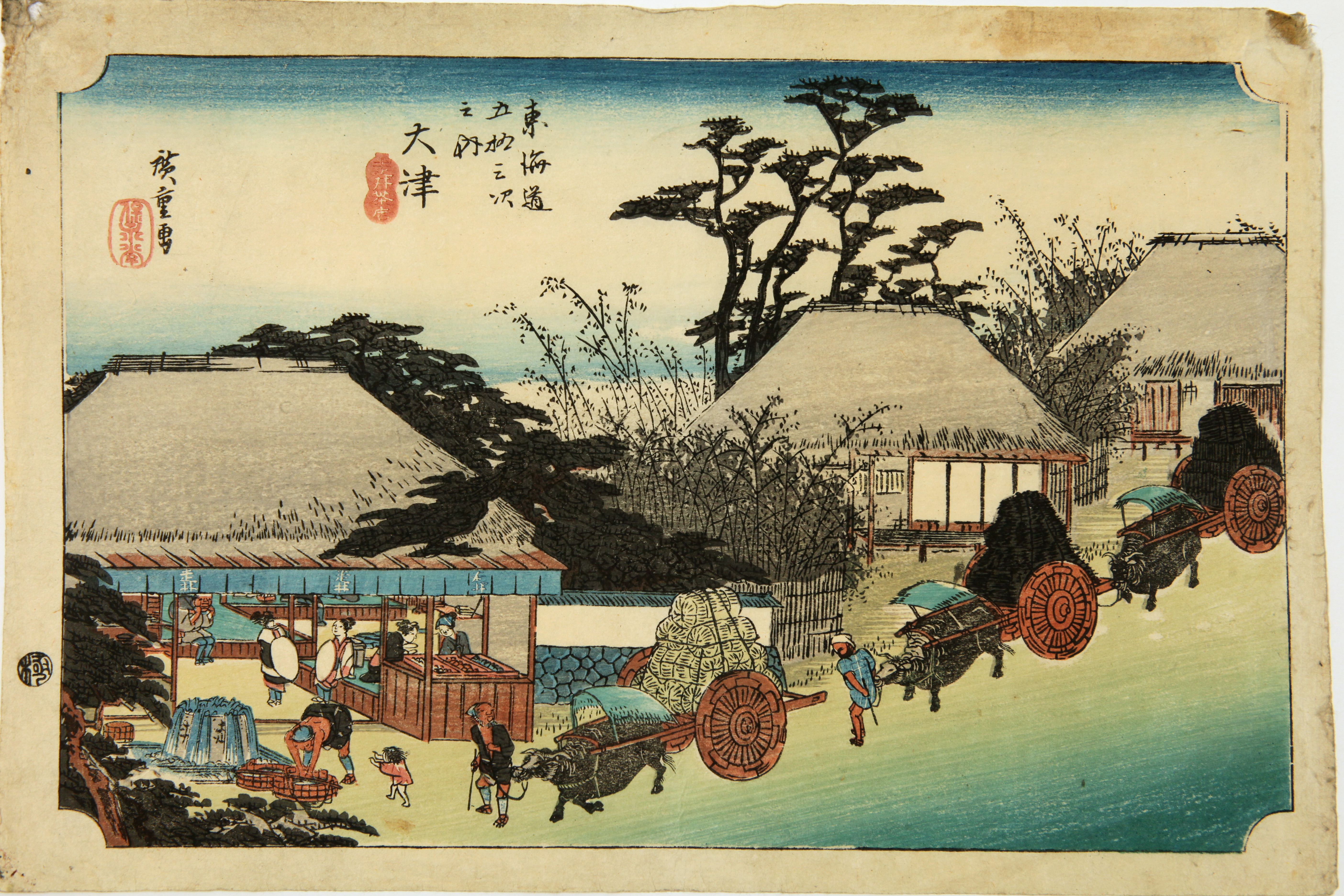
Утаґава Хіросіґе (1797-1885), Чайхана Хаширі
Тойохара Кунітіка (1835-1900), Накамура Шікан у ролі Генемона, Оное Кікугоро в ролі Банто ДзенрокуТойохара Кунітіка (1835-1900), Накамура Шікан у ролі Генемона, Оное Кікугоро в ролі Банто Дзенроку
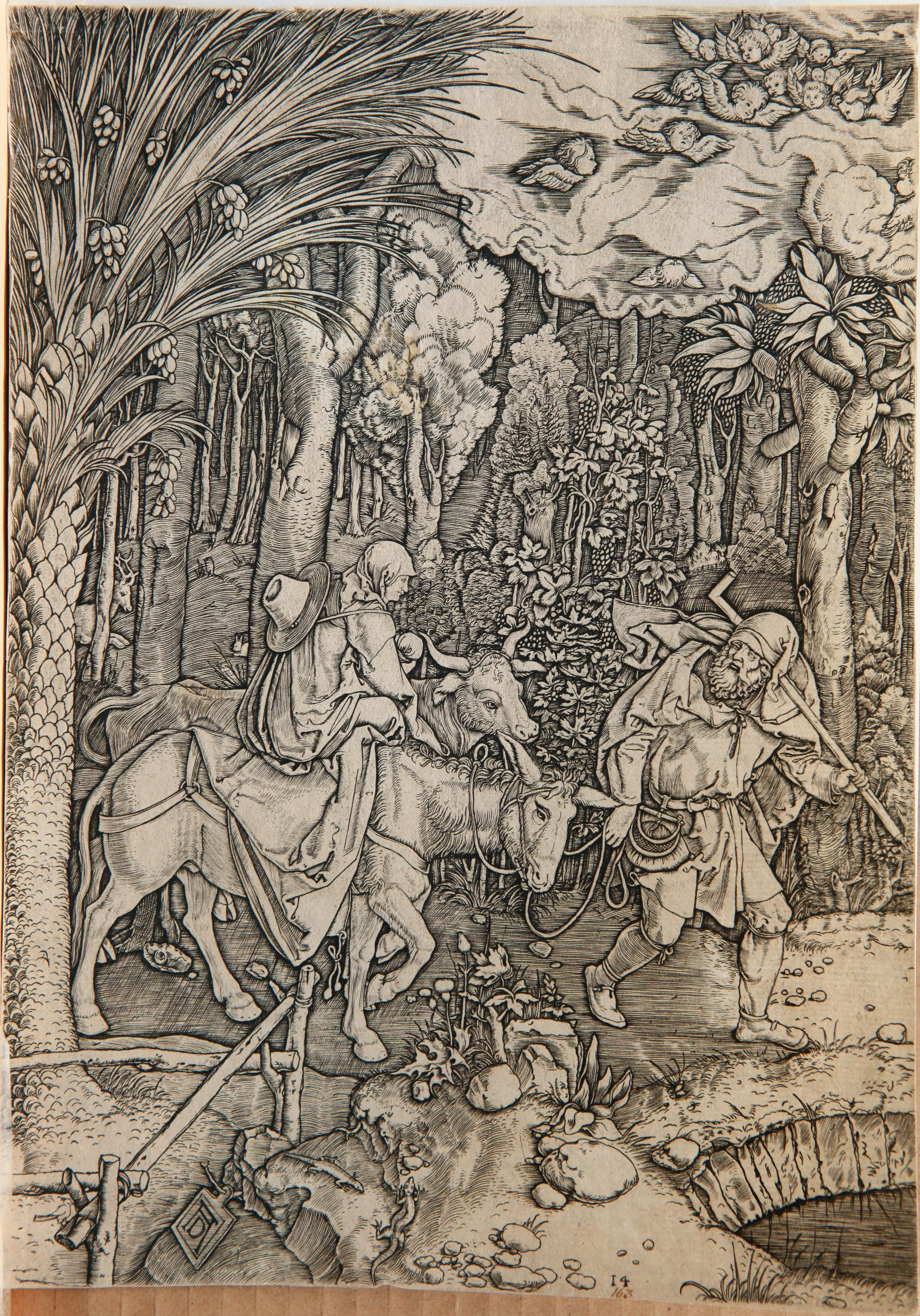
Альбрехт Дюрер (1471-1528), Втеча до Єгипту
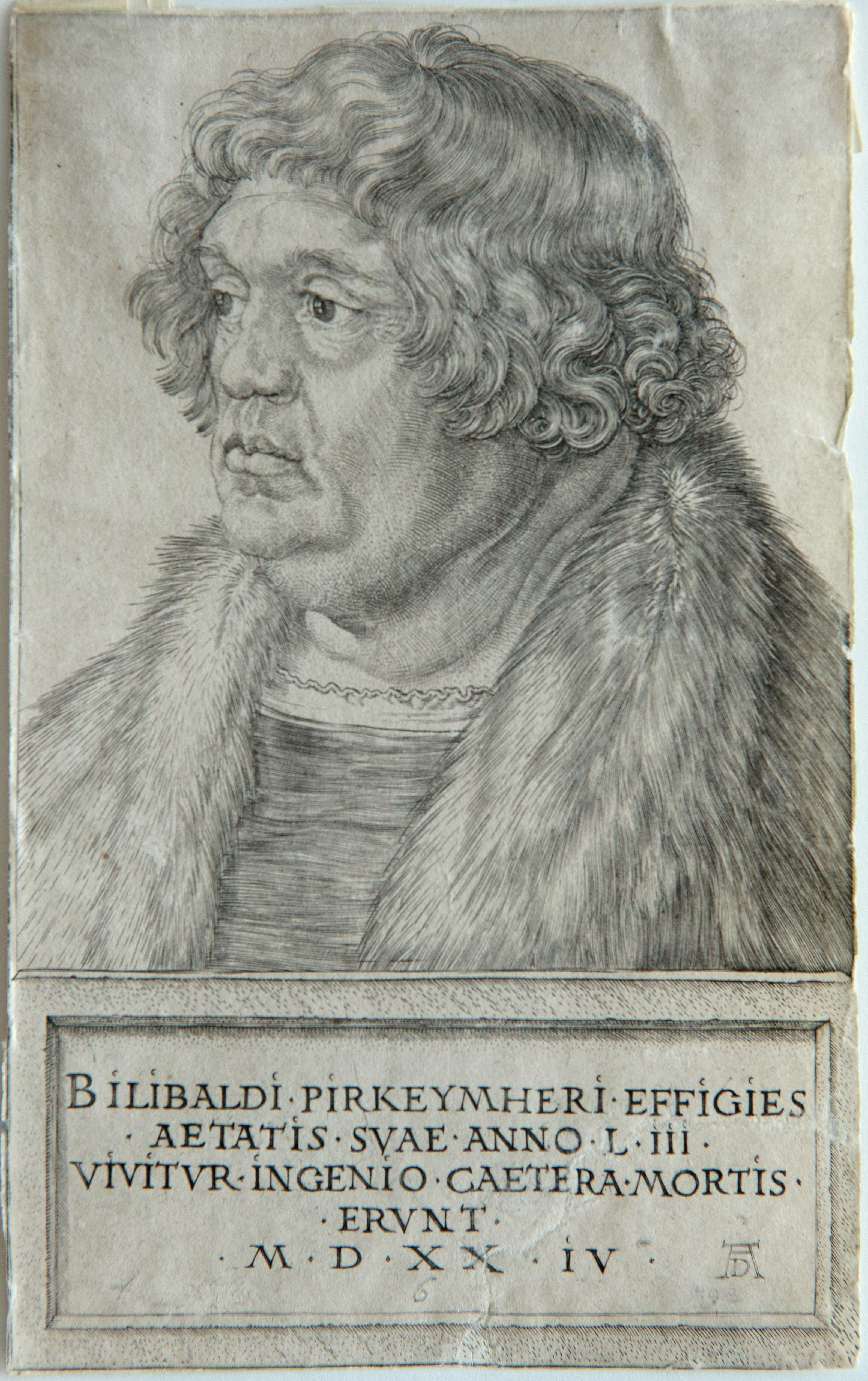
Альбрехт Дюрер (1471-1528), Портрет Білібальді Піркеймхері